# Ben Taylor (Schiedsrichter)
Ben Taylor (* 7. Oktober 1985 in Murfreesboro, Tennessee) ist ein US-amerikanischer Schiedsrichter im Basketball, der seit dem Jahr 2012 in der NBA tätig ist. Er trägt die Uniform mit der Nummer 46.

## Karriere

### Fédération Internationale de Basketball
Vor dem Einstieg in die NBA arbeitete als FIBA-Basketballschiedsrichter.

### National Basketball Association
Taylor begann im Jahr 2012 seine NBA-Schiedsrichterlaufbahn beim Spiel der New Jersey Nets gegen die Chicago Bulls.
Zuvor war er sechs Jahre als Schiedsrichter in der NBA G-League tätig.